# Олевано-Романо
Оле́вано-Рома́но (итал. Olevano Romano) — коммуна в Италии, располагается на горе Селеста, на границе провинций Фрозиноне и Рим, в регионе Лацио, подчиняется административному центру Рим. Побратим Волгограда.
Население составляет 6339 человек, плотность населения составляет 244 чел./км². Занимает площадь 26 км². Почтовый индекс — 035. Телефонный код — 06.
Покровительницей коммуны почитается святая Маргарита, празднование 20 июля.